# 아라타사우루스
아라타사우루스(Aratasaurus)는 수각아목 코엘루로사우루스과에 속하는 수각류이다.

## 설명
아라타사우루스는 브라질에서 최초로 발견된 공룡으로 2020년에 고생물 학계에 정식으로 명명된 종이다. 학명은 (Aratasaurus musenacionail: 아라타사우루스 무세나시오날리)로 명명된 종이다. 전체적인 몸의 크기에서 몸길이는 약 3미터(9.8피트)에 무게는 약 34킬로그램(75파운드)으로 추정된다. 아라타사우루스는 육식성의 수각류에서는 작은 크기의 몸집을 가진 종이지만 협동 사냥을 통한 능력이 매우 뛰어났던 종으로 추정된다. 아라타사우루스(Aratasaurus 불에서 태어난 도마뱀"이라는 뜻이다.)는 브라질 로무알도 지층의 퇴적물에서 발견된 화석으로 알려진 단일 종인 아라타사우루스 뮤세나시오날리를 포함하는 기저 실루로사우루스 수각류의 단형 속이다. 아라타사우루스는 백악기 전기의 알비아 시대 (111-108 Ma, 아마도 115 Ma)에 살았다. 모식표본인 MPSCR 2089는 2008년에 석고 광산에서 발견되었고 완모식표본 화석은 플라시도 시데 누벤스 고생물학 박물관으로 옮겨져 준비되고 기술되었다. 2008년과 2016년 사이에 뼈의 작은 표본을 사용하여 완모식표본의 조직을 현미경으로 분석했다. 또한 2016년에는 완모식표본이 브라질 국립 박물관으로 옮겨졌고 2018년 9월 2일에 화재로 박물관이 큰 피해를 입었지만 완모식표본이 보관된 지역은 그대로 남아 있었다. 2020년, 완모식표본은 새로운 속 아라타사우루스로 기술되었다. 오른쪽 뒷다리만 수집되었고 더 많은 뼈가 존재했을 것이지만 수집되지는 않았다. 일반적인 이름은 "태어나다"와 "불"을 의미하는 투피어 "아라"와 "아타", 그리고 도마뱀을 의미하는 그리스어 "사우로스"에서 유래했다. 함께 "불에서 태어난 도마뱀"을 의미한다. 구체적인 이름은 2018년 화재로 폐허가 된 과학 기관인 브라질 국립 박물관을 의미한다. 완모식 화석 물질은 부분 대퇴골, 경골 및 페스를 포함한 불완전한 오른쪽 사지로 구성된다. 이 뼈들은 중국 쥐라기 후기의 비슷한 공룡인 주오룽과 비슷하다. 골조직학적 연구에 따르면 아라타사우루스의 표본은 사망 당시 약 4살 정도의 어린/젊은 성체이다. 먹이로는 당대 브라질에 주로 서식했던 초식 공룡들을 협동하여 사냥했을 육식 공룡으로 추정된다.

## 같이 보기
- 수각류
- 공룡